# Почти идеално
„Почти идеално“ (на английски: The Next Best Thing) е американска трагикомедия от 2000 г. на режисьора Джон Шлезинджър (в последния му филм преди смъртта през 2003 г.), по сценарий на Том Ропелевски, с участието на Рупърт Еверет, Мадона, Бенджамин Брат, Майкъл Вартан, Йосеф Сомър и Лин Редгрейв. Филмът е пуснат на 3 март 2000 г.

## Актьорски състав
| Актьор            | Роля                   |
| ----------------- | ---------------------- |
| Мадона            | Абигейл „Аби“ Рейнолдс |
| Рупърт Еверет     | Робърт Уитакър         |
| Бенджамин Брат    | Бенджамин Купър        |
| Майкъл Вартан     | Кевин Ласатър          |
| Йосеф Сомър       | Ричард Уитакър         |
| Лин Редгрейв      | Хелън Уитакър          |
| Малкълм Стъмф     | Сам                    |
| Нийл Патрик Харис | Дейвид                 |
| Илеана Дъглас     | Елизабет Райдър        |
| Марк Вали         | Кардиолог              |
| Сузан Кръл        | Анабел                 |
| Стейси Едуардс    | Фин                    |
| Уилям Месник      | Ашби                   |
| Линда Ларкин      | Кели                   |